# Garnett (Kansas)
Garnett es una ciudad ubicada en el de condado de Anderson en el estado estadounidense de Kansas. En el año 2010 tenía una población de 3415 habitantes y una densidad poblacional de 426,88 personas por km².

## Geografía
Garnett se encuentra ubicada en las coordenadas 38°16′58″N 95°14′27″O / 38.282652, -95.240906 (38.282652, -95.240906).

## Demografía
Según la Oficina del Censo en 2000 los ingresos medios por hogar en la localidad eran de $31,518 y los ingresos medios por familia eran $38,095. Los hombres tenían unos ingresos medios de $31,175 frente a los $19,858 para las mujeres. La renta per cápita para la localidad era de $16,265. Alrededor del 13.0% de la población estaban por debajo del umbral de pobreza.